# Пархоменко (Приморский край)
Пархоменко — село в Ханкайском районе Приморского края России.
Входит в состав муниципального образования Камень-Рыболовское сельское поселение, в который входят сёла Астраханка, Камень-Рыболов, Владимиро-Петровка и Пархоменко.

## История
Село возникло на базе производственного отделения переселенческой Красноармейской Коммуны имени 14-й Краснознаменной Кавдивизии, организованной в селе Камень-Рыболов в 1930 году. В 1933 году коммуна была преобразована в колхоз имени 14-й Кавдивизии. В 1934 году был первый заезд колхозников усадьбы коммуны, расположенной в селе Камень-Рыболов. Всего первых переселенцев прибыло около 100 человек с детьми. Колхозники выращивали пшеницу, овес, гречиху, картофель, овощи, занимались животноводством. В 1939 году состоялся второй заезд переселенцев с Украины — с Полтавской и Кировоградской областей.
Великая Отечественная война призвала из села в ряды Красной Армии более 60 человек, 14 из них погибли. В память о погибших односельчанах у клуба поставлен памятник. В 1943 году колхоз был переименован в колхоз «имени Пархоменко». С тех пор колхоз стал приобретать статус села. В 1948 году в село прибыли переселенцы из Ульяновской области, а в 1959 году — из Ярославской области. В 1960 году колхоз стал 3-м отделением совхоза «Астраханский».
В 1960-е годы село Пархоменко процветало: в нём были восьмилетняя школа, клуб, библиотека, 2 магазина, баня. В настоящее время село переживает трудности, связанные с экономической реформой: совхоз, затем товарищество «Дарья» прекратили своё существование. Для населения практически нет работы, все живут за счет хозяйств и огородов.

## Население
| 2002 | 2005 | 2010 |
| ---- | ---- | ---- |
| 273  | ↘264 | ↘187 |

## Инфраструктура
В селе находятся  магазин.